# Сімха-варман III
Сімха-варман III (там. மூன்றாம் சிம்மவர்மன்) — володар Паллавів. За іншою нумерацією є Сімха-варманом IV,якщо враховувати окремі згадки про молодшого співправителя при Нанді-вармані I або Вішнугопи II.

## Життєпис
Спадкував Вішнугопі III. Точний період панування є дискусійним. Тривалий час вважалося, що очолював державу у 437—472 роках. Тепер більшість дослідників схиляються додумки, що Сімха-варман III володарював на століття пізніше: у 530—537, 545—554 або 560—598 роках.
Наймовірніше його період припадає на середину VI ст., оскільки є згадки про його перемоги над правителями Чалук'їв — Пулакешином I та Кіртіварманом I.
Відомо також, що надав кошти та матеріали длястворення напису на мідних плитах Паллан Ковіл в дажйнському храмі, які було створено на 6 рік його панування. На них йдетьсяпро діяльність Сімха-варман III та його попередників.
Сімха-варману III спадкував син Сімхавішну.